# Транквилизаторы
Транквилиза́торы (от лат. tranquillo — «успокаивать») — устаревший термин для психотропных лекарственных средств. В настоящее время чаще всего под транквилизаторами подразумевают анксиоли́тики (от лат. anxietas — «тревожное состояние, страх» и др.-греч. λυτικός — «ослабляющий») — средства, снимающие тревогу, страх. Ранее их также называли «малыми транквилизаторами», в то время как «большими транквилизаторами» называли нейролептики, но эти названия вышли из употребления, поскольку седативным и снотворным эффектом обладают не все препараты этих групп, а некоторые из них даже обладают активирующим, растормаживающим и энергизирующим действием, например тофизопам.
Транквилизаторы назначают для лечения множества заболеваний. Большинство современных транквилизаторов относят к группе бензодиазепинов.

## История
В 1951 году был синтезирован, а в 1955 году испытан в клинической практике первый современный транквилизатор — мепробамат. Термин «транквилизатор» начали употреблять в медицинской литературе с 1957 года.
Первые бензодиазепины (а именно, хлордиазепоксид и диазепам), превосходящие по эффективности все предшествующие им транквилизирующие средства и обладающие выраженным психотропным и сбалансированным с ним соматотропным действием, реализующимся через нормализацию вегетативных нарушений, начали применять, соответственно, в 1959 и 1963 годах.
В настоящее время существует ряд противотревожных средств, не относящихся к группе бензодиазепинов (например, гидроксизин). Считают, что в отличие от классических транквилизаторов они не обладают аддиктивным потенциалом.

## Действие
Транквилизаторы обладают пятью основными компонентами фармакодинамической активности: анксиолитическим, седативным, снотворным, миорелаксантным и противосудорожным. Выраженность и соотношение эффектов у разных препаратов этой группы различны, что обусловливает особенности их клинического применения.
Главным эффектом транквилизаторов является анксиолитический («противотревожный»). Анксиолитическое действие проявляется в уменьшении беспокойства, тревоги, страха (антифобическое действие), снижении эмоциональной напряжённости. Транквилизаторы часто способствуют снижению обсессивности (навязчивые мысли) и ипохондрии (повышенная мнительность в отношении собственного здоровья). Однако острые галлюцинаторные, бредовые, аффективные и другие продуктивные расстройства, сопровождающиеся страхом и тревогой, транквилизаторами практически не редуцируются
Седативное («успокаивающее») действие выражается в уменьшении психомоторной возбудимости, дневной активности, снижении концентрации внимания, уменьшении скорости психических и двигательных реакций, и др.
Снотворный (гипнотический) эффект проявляется в облегчении наступления сна, увеличении его глубины и, иногда, продолжительности.
Миорелаксирующий эффект (расслабление скелетной мускулатуры) при применении транквилизаторов, как правило, является положительным фактором для снятия напряжения, возбуждения, в том числе двигательного. Вместе с тем, данный эффект может и ограничивать использование препаратов у пациентов, работа которых требует быстрой психической и физической реакции. Необходимо также учитывать, что миорелаксирующее действие может проявляться ощущением вялости, слабости и др.
Противосудорожное действие выражается в подавлении распространения эпилептогенной активности, возникающей в эпилептогенных очагах.
Амнестическое действие (способность вызывать амнезию) проявляется преимущественно при парентеральном (инъекционном) применении. Механизм этого эффекта пока не ясен.
В спектре действия некоторых транквилизаторов выделяют вегетостабилизирующий эффект (нормализация функциональной активности автономной нервной системы). Клинически этот эффект может проявляться уменьшением вегетативных проявлений тревоги (тахикардия, артериальная гипертензия, потливость, нарушение функций пищеварительной системы и др.).

## Применение
Клиническое использование транквилизаторов связано в основном с их противотревожным действием. Транквилизаторы применяются при всех видах тревожных расстройств, кроме того, они могут использоваться для лечения тревожных состояний или для кратковременного устранения симптомов тревоги.
Следует помнить, что лечение транквилизаторами может проводиться только под наблюдением врача, поскольку применение транквилизаторов может приводить к развитию привыкания (снижение эффекта при длительном приёме), а также к формированию лекарственной зависимости (физической и/или психической) и возникновению синдрома отмены. Риск возникновения зависимости возрастает при длительном применении. Из-за более высокого риска развития зависимости применение транквилизаторов у детей и подростков до 18 лет оправдано только в исключительных случаях, при чётко обоснованных показаниях, при этом продолжительность лечения должна быть минимальной.
При назначении транквилизаторов для лечения тревожных расстройств следует соблюдать принцип постепенного повышения дозы — от минимально эффективной до оптимальной для получения терапевтического эффекта (исключением являются острые состояния). Курс лечения должен быть как можно более коротким, после чего необходима повторная оценка состояния больного для принятия решения о необходимости продолжения терапии.
В связи с возможностью развития привыкания и лекарственной зависимости Согласительная комиссия ВОЗ (1996) не рекомендовала применять транквилизаторы бензодиазепинового ряда непрерывно более 2-3 недель.[желателен источник] При необходимости длительного лечения (несколько месяцев) курс рекомендуется проводить прерывистым методом, прекращая приём препарата на несколько дней с последующим назначением той же индивидуально подобранной дозы. Чтобы уменьшить риск развития синдрома отмены, при отмене препарата дозу рекомендуется снижать постепенно.
В связи с ослаблением концентрации внимания и снижением скорости психомоторных реакций следует с осторожностью назначать транквилизаторы амбулаторно, особенно пациентам, работа которых требует повышенной концентрации внимания и быстрой психической и физической реакции (водители, диспетчеры и др.).

## Взаимодействие
В сочетании с антипсихотиками, антидепрессантами, снотворными и седативными средствами, антигистаминными препаратами, опиоидными анальгетиками, антигипертензивными препаратами транквилизаторы потенцируют действие лекарственных средств указанных групп:184.
Транквилизаторы фармакологически несовместимы с α- и β-адреномиметиками, М-холиномиметиками, психостимулирующими средствами:184.
При сочетании транквилизаторов и блокаторов β-адренорецепторов может усиливаться угнетающее действие блокаторов β-адренорецепторов на ЦНС; данное сочетание следует применять с осторожностью людям, занимающимся напряжённым умственным трудом, водителям транспорта и т. п.:184
При приёме транквилизаторов нежелательно (а в некоторых случаях недопустимо) употребление алкогольных напитков, поскольку алкоголь усиливает угнетающее действие препаратов этой группы на ЦНС, что может сопровождаться опасными для жизни тяжёлыми побочными эффектами, в том числе потерей сознания и угнетением дыхания.

## В музыке
- Песня «Транквилизатор» в альбоме «Начальник Камчатки» и «46» группы «Кино»
- Песня «Транквилизатор» от Вова Синий и «Братья по Разуму»[10]